# Operace Achse
Operace Achse (německy Fall Achse / případ Osa) byl kódový název operace vrchního velení Wehrmachtu během druhé světové války. Počítalo s okupací Itálie v případě, že tento spojenec nacistického Německa kapituluje nebo se z stáhne z bojů. Operace byla zpočátku pojmenována Unternehmen Alarich (Operace Alarich), po vizigótském králi Alarichovi I., po zatčení italského vůdce Benita Mussoliniho však byla přejmenována na operaci Achse.

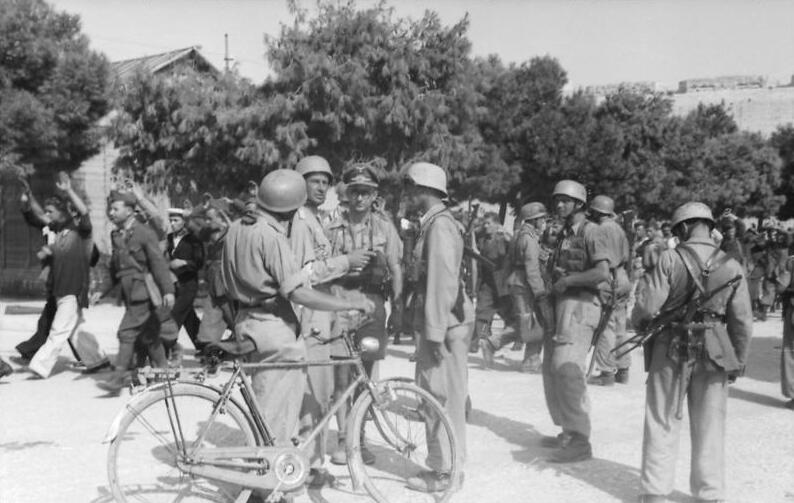
Výsadkáři 2. divize se zajatými italskými vojáky jižně od Říma

## Předchozí události
10. července 1943 začalo italské tažení spojenců vyloděním na Sicílii (Operace Husky). Během následujících dvou týdnů byly německo-italské jednotky zatlačeny zpět na stále se zmenšující předmostí na Etně. Hnutí domácího odporu proti Mussolinimu, které se formovalo od porážky v severní Africe, nyní usilovalo o jeho sesazení. Na zasedání Velké fašistické rady 24./25. července byl Mussolini sesazen a poté na příkaz krále Viktora Emanuela III. zatčen a novým premiérem byl jmenován maršál Pietro Badoglio.
Ujištění Badogliovy vlády, že má v úmyslu zůstat loajální k alianci Osy, byla na německé straně vnímáno jako málo důvěryhodné. Plány a přípravy na převzetí italských okupačních oblastí na Balkáně a ve Francii (krycí jméno: Konstantin) a na okupaci samotné Itálie (krycí jméno: Alaric), které již byly rozpracovány dříve, byly znovu aktivovány a shrnuty v případě Axis. Kromě německých jednotek se již v Itálii na alpské hranici soustředily jednotky nově vzniklé skupiny armád B pod velením polního maršála Erwina Rommela, jejíž velitelství bylo zpočátku zřízeno v Mnichově.
Hlavní cíle operace byly:
- odzbrojení italských jednotek
- převzetí italské flotily
- konfiskace zbraní a dalšího válečného vybavení
- úplná evakuace Sardinie a Korsiky
- stabilizace zbývajících front v Itálii.

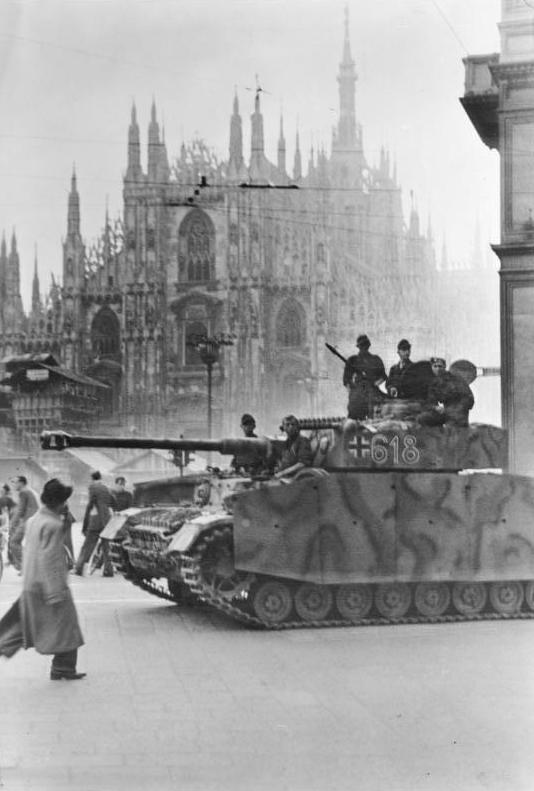
Tanky I. divize Leibstandarte SS Adolf Hitler na katedrálním náměstí v Miláně

Po zachycení dálkového rádiového hovoru mezi Rooseveltem a Churchillem z 29. března bylo německé nejvyšší velení včas informováno o plánovaném příměří.
Od 1. srpna postoupilo osm německých divizí, včetně dvou tankových divizí, ze skupiny armád B s italským souhlasem přes hranici a navzdory italským stížnostem (italské velení požadovalo posílení fronty) postupně obsadily severní Itálii. II. výsadková divize přiletěla z Francie a zaujala pozice kolem Říma. V důsledku toho se 6. srpna v Tarvisiu konala konference, ale vzájemná nedůvěra byla překonána jen na povrch. Ve skutečnosti tou dobou Italové již zahájili rozhovory se západními spojenci. O něco později začaly přípravy na evakuaci jednotek Osy ze Sicílie na pevninu.

## Průběh
3. září se dvě britské divize vylodily na italské pevnině jen s minimálním odporem obránců. Ve stejný den podepsala nová italská vláda se spojenci Cassibilské příměří, které však bylo oznámeno až 8. září. Poté vrchní velitel vojsk Jih, polní maršál Albert Kesselring, zahájil operaci Achse, v níž Němci odzbrojili všechny italské jednotky. Provedením operace v severní Itálii byla pověřena skupina armád B pod velením Erwina Rommela.
Vrchní velení Wehrmachtu se takového vývoje obávalo již na začátku roku 1943 a v průběhu první poloviny roku strategicky rozmístilo německé jednotky do všech regionů Itálie, což mělo zajistit rychlý úspěch operace.
10. září německá vojska obsadila Řím a 12. září se německému výsadkovému komandu podařilo osvobodit Mussoliniho ze zajetí v hotelu Campo Imperatore (operace Eiche/Dub). Mussolini byl převezen do východního Pruska a později převzal vedení loutkové vlády v severní Itálii (Republika Salò) a pokračoval v boji na německé straně. Téhož dne německé armádní skupiny zřídily Operační zónu Jaderské pobřeží a Operační zónu Alpské předhůří, které byly krátce poté začleněny do Republiky Salò.
Italské flotile se podařilo do značné míry uniknout převzetí, pouze bitevní loď Roma byla potopena německými bombardéry. Na řeckých ostrovech Kefalonia a Korfu kladla italská vojska tam umístěná zuřivý odpor jejich odzbrojení. Při masakru na Kefalonii (21./22. září 1943) bylo zastřeleno více než 5 000 zajatých italských vojáků.

## Výsledky
Podle zprávy samotné skupiny armád B bylo do 19. září odzbrojeno a zajato celkem 82 italských generálů, 13 000 důstojníků a kolem 400 000 řadových vojáků, z nich 183 000 již bylo převezeno do internačních táborů v Německu. Podle přímého příkazu vůdce jim nebyl udělen status válečných zajatců, nýbrž internovaných, na které se nevztahovaly Ženevské konvence.

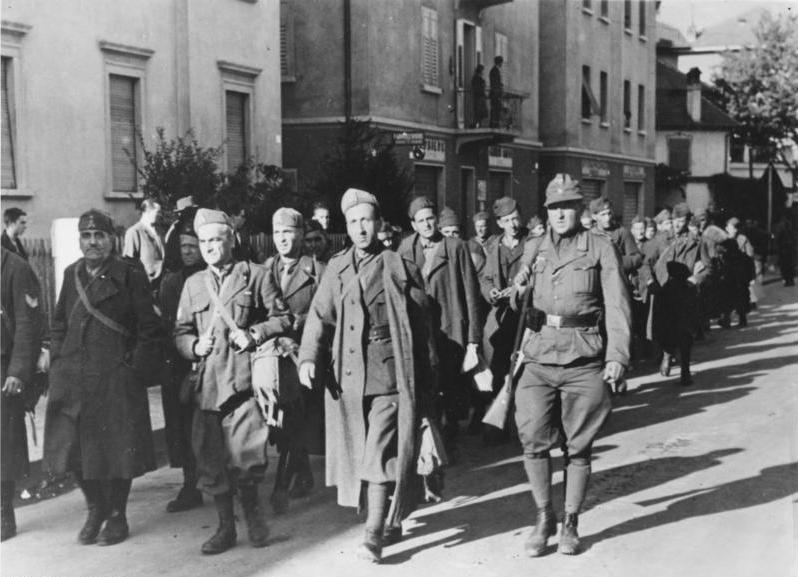
Odzbrojení italští vojáci v Bolzanu.

Od 8. září 1943 do 2. května 1945 zavraždili příslušníci Wehrmachtu, SS a policie v Itálii kolem 11 400 příslušníků italské armády, 44 720 partyzánů a 9 180 dalších mužů, žen a dětí. 
13. října vyhlásila Badogliova vláda Německé říši válku. Po boku zbývajících oficiálních italských jednotek operovalo silné odbojové hnutí 256 000 žen a mužů, které v roce 1944 svými bojovými operacemi svázalo deset divizí Wehrmachtu.